# 猪名川町立猪名川中学校
猪名川町立猪名川中学校（いながわちょうりつ いながわちゅうがっこう）は、兵庫県川辺郡猪名川町白金一丁目に所在する公立中学校。
通称は「猪名中」。

## 概要
赤と白の時計塔が学校のシンボルである。

## 沿革
- 1990年（平成2年） - 猪名川町立中谷中学校から校区を分離して開校。
- 2006年（平成18年） - のじぎく兵庫国体レスリング（少年の部）の会場となる。

## 特徴
白が基調の校舎で、3階建てで普通教室は全部の階に設置されており、比較的ゆったりとしたつくりになっている。
また、多目的ホールやワークスペース、吹き抜け廊下とフリースペース、フロンティアなどの設備も整っている。また、車椅子用のエレベーターや校庭にはスロープが設置されバリアフリーに力を入れている学校でもある。

## 部活動

### 運動部
- 陸上競技部
- 剣道部
- 野球部

- 女子バレーボール部
- バスケットボール部

- 男子卓球部
- サッカー部
- ソフトテニス部

### 文化部
- 吹奏楽部
- 合唱部
- 美術部
- 科学部

## 通学区域
以下の小学校の通学区域。なお学校選択制により以下の3小学校からは猪名川町立清陵中学校への進学も可となっている。
- 猪名川町立猪名川小学校
- 猪名川町立白金小学校
- 猪名川町立つつじが丘小学校

### 校区の概況
猪名川パークタウンの中心部近くにあり、向かいにはイオンモール猪名川、隣接地には猪名川町立図書館（中央公民館・生涯学習センター）・文化体育館イナホール・総合公園がある。同じ通りには猪名川町立白金小学校がある。

### アクセス
能勢電鉄日生線 日生中央駅から阪急バス川西バスターミナル方面行き乗車、もしくは阪急宝塚本線 川西能勢口駅から日生中央方面行きに乗車、パークタウン中央停留所からすぐ。

## 著名な出身者
- 山本歩 - プロ野球選手
- 高瀬無量 ‐ 陸上選手（日清食品グループ陸上競技部キャプテン）
- 村山裕太郎 ‐ 陸上選手（富士通陸上競技部）
- 村上泰斗 - プロ野球選手

## 通学区域が隣接している学校
- 猪名川町立清陵中学校
- 川西市立清和台中学校
- 宝塚市立西谷中学校